# Henri Van Reempts
Henricus Petrus (Henri) Van Reempts (Lommel, 24 juni 1885 – Neerpelt, 13 juni 1965) was een Belgisch politicus.
Van Reempts was een zoon van douanebrigadier Henricus van Reempts en Suzanna Hubertina Joosten. Hij trouwde met Anna Christina Kerkhofs (1890-1974).
Hij was aanvankelijk bediende bij de Zinkfabriek Overpelt, later handelaar en caféhouder in Lommel-Barrier. Hij was daarnaast politiek actief, hij was gemeenteraadslid (1921-1933), schepen (1933-1945) en na de Tweede Wereldoorlog werd hij burgemeester (1945-1958) in Lommel.
Van Reempts overleed op 79-jarige leeftijd en werd begraven in Lommel.

## Onderscheidingen
- Een twintigtal decoraties als oud-strijder tijdens de Eerste Wereldoorlog